# Tur Turek
Miejsko-Gminny Klub Sportowy Tur Turek – polski klub piłkarski z Turku, założony w roku 1921. Klub zawiesił swoją działalność sportową po sezonie 2012/2013, w związku z nieotrzymaniem licencji; został reaktywowany w połowie 2015 roku, pod nazwą Miejski Klub Sportowy „Tur 1921 Turek”, i zgłoszony do rozgrywek konińskiej klasy A piłkarskiej w sezonie 2015/2016, obecnie (sezon 2023/2024) występuje w klasie okręgowej, gr. wielkopolskiej VI.

## Sukcesy
- Gra w I lidze piłkarskiej (dawnej II lidze) w sezonach 2007/2008 i 2008/2009
- Awans do II ligi (2007)
- 1/16 finału Pucharu Polski w sezonach 2005/2006 i 2006/2007
- Zwycięzca Pucharu Polski na szczeblu Wielkopolskiego Związku Piłki Nożnej (sezony 2004/2005 i 2005/2006)
- zdobywca Pucharu Okręgowego Związku Piłki Nożnej w Koninie 2003, 2005, 2006, 2007

Panorama stadionu 1000-lecia (tuż przed modernizacją na potrzeby II ligi)

- Awans do Ligi Okręgowej 2015/2016
- Awans do IV Ligi 2016/2017

## Historia klubu

### Lata 1921–1939
Drużyna piłkarska Tura Turek, powstała 6 lipca 1921 roku, z inicjatywy trójki mieszkańców miasta Turku: dwóch uczniów turkowskiego gimnazjum – Saturnina Kinkiela i Czesława Zielińskiego oraz rzemieślnika Romana Cyrulewskiego. Swój pierwszy, debiutancki mecz, Tur rozegrał 6 sierpnia 1921 roku w Turku, przeciwnikiem była Olimpia Koło. W skład drużyny wchodzili wówczas: Saturnin Kinkel (kapitan), Czesław Zieliński, Tadeusz Kruszyński, Stanisław Mazgis, Józef Basiński, Roman Kaczorowski, Marian Mruk, Roman Cyrulewski, Maksymilian Kaczorowski, Marian Rutkowski i Antoni Moszczyński. W ten sposób narodziła się i rozpoczęła działalność sportową pierwsza drużyna piłkarska reprezentująca miasto Turek. Aż do roku 1942, wszelkie mecze w Turku, rozgrywano na nieogrodzonym placu „targowicy zwierzęcej” (czyli przy dzisiejszym liceum, przy ulicy Kościuszki w Turku). O zainteresowaniu, jakie wówczas wzbudzała drużyna Tura, świadczy fakt, iż zgodnie z tym co pisze w swojej książce „Historja Klubu Sportowego Tur w Turku”, Borys Strelczyk, na meczach piłkarskich pojawiało się ponad tysiąc osób.
W 1924 roku, z inicjatywy znanego wówczas w Turku społecznika – doktora weterynarii Leona Kruszyńskiego następuje formalna organizacja klubu, jako Turecki Klub Sportowy „Tur Turek”. Na podstawie posiedzenia klubu z dnia 9 sierpnia 1924 roku, wybrano pierwszy zarząd Tureckiego Klubu Sportowego, z dr. Leonem Kruszyńskim jako prezesem, i ten właśnie rok uznawany jest przez niektóre źródła jako faktyczne powstanie klubu. 23 lipca 1926 drużynę zarejestrowano jako stowarzyszenie w Urzędzie Wojewódzkim w Łodzi pod numerem rejestrowym 1321. Jako członków założycieli klubu podano wówczas: dr. Leona Kruszyńskiego, Ignacego Grzeszkiewicza, Zenona Irchina, Ignacego Osińskiego, Stefana Izerta, E. Yorka, W. Sawickiego, Mariana Rutkowskiego, Czesława Zielińskiego, Stanisława Wituskiego, Romana Cyrulewskiego, K. Keslera. Do grona założycieli klubu należy dodać też kapitana Tura, Saturnina Kinkela.
W roku 1927, w związku z wielkim zainteresowaniem futbolem w Turku powołano drugą drużynę pod nazwą Tur II. Łącznie w klubie grało wówczas ok. 50 piłkarzy, najbardziej bramkostrzelnym zawodnikiem Tura od momentu powstania klubu do czasów wojny był Saturnin Kinkel zdobywca 40 bramek oraz Marian Rutkowski, który zdobył bramek 24.
Do końca II wojny klub nie brał udziału w państwowych rozgrywkach ligowych, w związku z brakiem profesjonalnego, ogrodzonego boiska i środków finansowych. Rozwój piłki nożnej w Turku przerwał wybuch II wojny światowej. W wyniku wojny wielu działaczy i zawodników Tura zginęło na polach bitew oraz w obozach koncentracyjnych. Byli to między innymi: Wacław Ścibior, Czesław Zieliński, Roman Cyrulewski, Stefan Izert, Rafał Kałowski i Roman Szeffel.

### Lata 1945–1957
Po zakończeniu wojny, latem 1945 roku, reaktywowano działalność Tureckiego Klubu Sportowego Tur. Jego pierwszym powojennym prezesem został przedwojenny zawodnik, uczestnik pierwszego meczu z 1921 roku, starosta Tadeusz Kruszyński. Warto nadmienić, iż w roku 1942, niemieccy okupanci, głównie rękoma polskich i żydowskich robotników wybudowali boiska sportowe wraz z bieżnią, znajdujące się przy Szkole Podstawowej nr. 1 w Turku (przy dzisiejszej ulicy 3 Maja). I to właśnie tam w latach 1945–1966 rozgrywano w Turku mecze piłkarskie.
Pierwsze lata powojenne przyniosły powstanie wielu nowych klubów sportowych w mieście, organizowanych przy lokalnych zakładach pracy: Kolejarz, Spójnia, Ogniwo, Start, Gwardia i Włókniarz. Szybko jednak większość została rozwiązana, a zostały tylko dwa najsilniejsze – Włókniarz i Kolejarz, który przyjął później nazwę Turcovia. Pozostawiony samemu sobie Tur, z powodu braku funduszy finansowych w 1951 roku rozwiązał sekcję piłkarską, a zawodnicy przeszli innych turkowskich klubów. Kontynuację tradycji Tura przejął Włókniarz, wprowadzają do swojej nazwy nazwę historycznego klubu. W ten sposób w 1957 roku powstał Międzyzakładowy Klub Sportowy „Włókniarz-Tur Turek”. Pierwszym prezesem klubu został Lech Kolenda.

### Lata 1957–1967
W 1960 roku drużyna Włókniarza-Tura uzyskała awans z A-klasy województwa poznańskiego, do ligi okręgowej. W październiku 1961 roku nawiązano kontakt z niemiecką drużyną BSG Chemie Schwarzheide. Pierwszy mecz z nią odbył się w NRD, natomiast rewanż miał miejsce 1 maja 1962 roku w Turku. Rozwój przemysłu i powstanie nowych zakładów przemysłowych na terenie Turku, był przyczyną scalania się nowych klubów sportowych. I tak z fuzji Górnika i Turkovii powstał Miejski Klub Sportowy „Górnik-Turkovia”. W 1964 roku nazwę klubu zmieniono na KS Górnik Turek. Szczęśliwym trafem, w 1966 roku miejscowe władze spostrzegły, że zbyt duża ilość klubów na terenie Turku przekładała się na ich słabą jakość, słabą grę piłkarzy, a wreszcie obniżenie prestiżu długoletnich tradycji piłkarskich. W marcu 1967 r. nastąpiła kolejna piłkarska fuzja – MKS Włókniarz-Tur połączył się z Górnikiem, powracając do historycznej i prawowitej nazwy: Międzyzakładowy Klub Sportowy „Tur Turek”.

### 1968–2000
Od sezonu 1968/1969, kiedy drużyna Tura spadła z III ligi rozpoczął się regres w Turkowskiej piłce. Zespół występował w IV lidze, lidze okręgowej, a nawet w klasie A. Na początku XXI wieku powrócił do III ligi.

### 2000–obecnie
- W 2000 roku, Tur Turek awansował do IV ligi pod wodzą trenera Andrzeja Grębosza.
- W 2002 roku Tur, trenowany przez Piotra Mowlika, awansował do III ligi (grupa 2 wielkopolsko-pomorska), wygrywając barażowe pojedynki z Polonia Środa Wielkopolska

Sukcesy w Pucharze Polski:
Jesienią 2005 roku miał miejsce pierwszy duży sukces Tura Turek w Pucharze Polski, kiedy po zdobyciu Pucharu Wielkopolskiego Związku Piłki Nożnej i awansie do fazy ogólnopolskiej a następnie wyeliminowaniu Polonii Gdańsk 5:2 (bramki dla Tura: Marcin Majewski dwie, Tomasz Żelazowski, Gracjan Sobczak i jedna bramka samobójcza) i Arki Gdynia 2:1 (dwie bramki Piotr Cetnarowicz), drużyna Tura doszła do 1/16 finału, gdzie uległa Polonii Warszawa 0:2 w Warszawie.
W sezonie 2006/2007 Tur kolejny raz zdobywa Puchar Wielkopolskiego Związku Piłki Nożnej i dociera do 1/16 finału PP, pokonując wcześniej Promień Żary 5:1 (bramki: Łukasz Cichos dwie, samobójcza, Michał Chmielecki, Krzysztof Sikora) oraz KSZO Ostrowiec Świętokrzyski 1:0 po bramce Roberta Hyżego. W 1/16 finału Tur przegrywa na swoim stadionie w Turku 1:3 z I-ligową Koroną Kielce, przy honorowej bramce Marcina Majewskiego.
- 2 czerwca 2007 piłkarze Tura pod wodzą Adama Topolskiego wywalczyli mistrzostwo III ligi grupy II, dzięki czemu uzyskali awans do II ligi.

Wraz z początkiem sezonu Tur był rewelacją rozgrywek nie przegrywając 9 meczów z rzędu (wygrywając z późniejszym triumfatorem rozgrywek II ligi 2:0) i kompletując 14 pkt. Jednak pierwsza porażka nastąpiła w meczu ze Śląskiem Wrocław aż 4:0 i od tego momentu Tur zaczął regularnie tracić punkty. Od tej porażki Tur wygrał jeszcze tylko jeden mecz z GKS Jastrzębie 2:0 i nie był w stanie wygrać z nikim aż do 33 kolejki gdzie zespół z Turku wygrał dość sensacyjnie 2:0 z Polonią Warszawa i następnie w ostatnim meczu z Odrą w Opolu wygrali 1:0, co pozwoliło im utrzymać się w lidze. Ostatecznie zespół z Turku zajął 16. miejsce z dorobkiem 31 pkt. Po słabej rundzie wiosennej i porażce w Arką Gdynia 4:1 z funkcji trenera zrezygnował Adam Topolski a na jego stanowisko został zatrudniony Jerzy Wyrobek. W kolejnym sezonie ligowego bytu uratować się już nie udało i Tur, prowadzony w tymże sezonie 2008/2009 kolejno przez trenerów: Włodzimierza Tylaka, Piotra Cecherza i Mariana Kurowskiego, zajął ostatecznie 16. miejsce w I lidze i powrócił do grona zespołów II-ligowych (grupa zachodnia).
Przed sezonem 2011/2012 zespół Tura Turek został zasilony zawodnikami SMS Łódź, z którym to klubem podpisano umowę o współpracy. Tym samym nowy zespół Tura Turek stał się najmłodszym wówczas wiekowo zespołem (średnia wieku 19 lat) ze wszystkich zespołów grających na szczeblu centralnym.
Po sezonie 2012/2013 – w którym Tur zajął 13. miejsce w tabeli II ligi zachodniej – działalność klubu została zawieszona w związku z kłopotami finansowymi i nieotrzymaniem licencji na grę w kolejnym sezonie. Przez dwa lata nie istniał w Turku zespół piłkarski seniorów, kibice w Turku mogli śledzić jedynie występy drużyn juniorskich.
Latem 2015 roku, drużyna seniorów została reaktywowana po tym, jak zarejestrowanie zostało nowe Stowarzyszenie MKS Tur 1921 Turek. Drużynę zgłoszono do rozgrywek konińskiej klasy A. W swoim pierwszym sezonie „nowy” Tur wygrał konińską klasę A, awansując do konińskiej ligi okręgowej.
W sezonie 2016/2017 Tur wygrał konińską ligę okręgową, dzięki czemu uzyskał awans do IV ligi, gr. wielkopolskiej południowej.
Mimo dobrej postawy w sezonie 2017/2018 w IV lidze, w której Tur zajął 8. miejsce, w związku z reformą rozgrywek Tur spadł do nowo utworzonych rozgrywek w województwie wielkopolskim – Ligi Międzyokręgowej, grupy: Kalisz-Konin (później przemianowaną na V ligę).
Zimą 2020 roku zarząd klubu podjął decyzję o wycofaniu z rozgrywek Tura tym samym drugi raz w przeciągu 7 lat Tur zniknął z piłkarskiej mapy Polski.
Po sezonie przerwy, Tur powrócił do rozgrywek ligowych, rozpoczynając sezon 2021/2022 w klasie B. W przeciągu dwóch sezonów i dwóch awansów z rzędu Tur uzyskuje prawo do gry w klasie okręgowej.

## Tur w rozgrywkach ligowych
| Sezon     | Liga                                              | Pozycja | Punkty | Bramki | Uwagi |
| --------- | ------------------------------------------------- | ------- | ------ | ------ | --- |
| 1984/1985 | Konińska klasa okręgowa                           | 1.      |        |        | awans do IV ligi                                                                                          |
| 1985/1986 | IV liga grupa: Konin-Włocławek                    | 8.      |        |        | spadek do klasy okręgowej                                                                                 |
| 1986/1987 | Konińska klasa okręgowa                           | 2.      |        |        | |
| 1987/1988 | Konińska klasa okręgowa                           | 2.      |        |        | |
| 1988/1989 | Konińska klasa okręgowa                           | 3.      |        |        | |
| 1989/1990 | Konińska klasa okręgowa                           | 1.      |        |        | awans do IV ligi                                                                                          |
| 1990/1991 | IV liga grupa: Konin-Płock-Włocławek-Skierniewice | 6.      |        |        | |
| 1991/1992 | IV liga grupa: Konin-Płock-Włocławek-Skierniewice | 12.     |        |        | |
| 1992/1993 | IV liga grupa: Konin-Płock-Włocławek-Skierniewice | 14.     |        |        | |
| 1993/1994 | IV liga grupa: Konin-Płock-Włocławek-Skierniewice | 17.     |        |        | spadek do klasy okręgowej                                                                                 |
| 1994/1995 | Konińska klasa okręgowa                           | 5.      |        |        | |
| 1995/1996 | Konińska klasa okręgowa                           | 1.      |        |        | awans do IV ligi                                                                                          |
| 1996/1997 | IV liga grupa: Konin-Płock-Włocławek-Skierniewice | 12.     | 30 pkt |        | |
| 1997/1998 | IV liga grupa: Konin-Płock-Włocławek-Skierniewice | 15.     | 22 pkt |        | spadek do klasy okręgowej                                                                                 |
| 1998/1999 | Konińska klasa okręgowa                           | 2.      | 52 pkt |        | |
| 1999/2000 | Konińska klasa okręgowa                           | 1.      | 66 pkt |        | awans do IV ligi                                                                                          |
| 2000/2001 | IV liga (grupa: wielkopolska (południe))          | 3.      | 64 pkt |        | |
| 2001/2002 | IV liga (grupa: wielkopolska (południe))          | 1.      | 67 pkt |        | awans do III ligi                                                                                         |
| 2002/2003 | III liga (grupa: wielkopolsko-pomorska)           | 4.      | 55 pkt | 52–27  | |
| 2003/2004 | III liga (grupa: wielkopolsko-pomorska)           | 12.     | 27 pkt | 29–31  | |
| 2004/2005 | III liga (grupa: wielkopolsko-pomorska)           | 7.      | 50 pkt | 39–29  | |
| 2005/2006 | III liga (grupa: wielkopolsko-pomorska)           | 7.      | 46 pkt | 55–40  | |
| 2006/2007 | III liga (grupa: wielkopolsko-pomorska)           | 1.      | 54 pkt | 38–21  | historyczny awans do II ligi                                                                              |
| 2007/2008 | II liga                                           | 16.     | 31 pkt | 23–46  | reforma rozgrywek po sezonie                                                                              |
| 2008/2009 | I liga                                            | 16.     | 30 pkt | 29–56  | spadek do II ligi grupa zachodniej                                                                        |
| 2009/2010 | II liga (grupa: zachodnia)                        | 14.     | 35 pkt | 27–36  | |
| 2010/2011 | II liga (grupa: zachodnia)                        | 15.     | 30 pkt | 51–71  | |
| 2011/2012 | II liga (grupa: zachodnia)                        | 15.     | 38 pkt | 41–46  | |
| 2012/2013 | II liga (grupa: zachodnia)                        | 13.     | 42 pkt | 32–42  | Tur Turek został zdegradowany w związku z nieotrzymaniem licencji · na grę w II lidze w sezonie 2013/2014 |
| 2013/2014 |                                                   |         |        |        | Tur Turek nie przystąpił do rozgrywek                                                                     |
| 2014/2015 |                                                   |         |        |        | Tur Turek nie przystąpił do rozgrywek                                                                     |
| 2015/2016 | Klasa A, gr. Konin                                | 1.      | 54 pkt | 97–14  | Tur 1921 Turek wygrywa A-Klasę, gr. Konin; awans do ligi okręgowej                                        |
| 2016/2017 | Konińska klasa okręgowa                           | 1.      | 72 pkt | 89–20  | Tur 1921 Turek wygrywa klasę okręgową; awans do IV ligi                                                   |
| 2017/2018 | IV liga wielkopolska (południe)                   | 8.      | 43 pkt | 42–36  | spadek do Ligi Międzyokręgowej                                                                            |
| 2018/2019 | Liga Międzyokręgowa Konin-Kalisz                  | 12.     | 34 pkt | 37–46  | |
| 2019/2020 | V liga, wielkopolska III                          | 15.     | 5 pkt  | 14–58  | rozegrano tylko rundę jesienną                                                                            |
| 2020/2021 |                                                   |         |        |        | Tur 1921 Turek nie przystąpił do rozgrywek                                                                |
| 2021/2022 | Klasa B, grupa wielkopolska X                     | 2.      | 50 pkt | 66–24  | awans do klasy A                                                                                          |
| 2022/2023 | Klasa A, gr. wielkopolska V                       | 1.      | 62 pkt | 99–22  | awans do klasy okręgowej                                                                                  |
| 2023/2024 | Klasa okręgowa, gr. wielkopolska VI               | 10.     | 40 pkt | 61–48  | |

| Oznaczenie kolorami |
| ------------------- |
| II poziom ligowy    |
| III poziom ligowy   |
| IV poziom ligowy    |
| V poziom ligowy     |
| VI poziom ligowy    |
| VII poziom ligowy   |
| VIII poziom ligowy  |
| IX poziom ligowy    |

## Trenerzy Tura

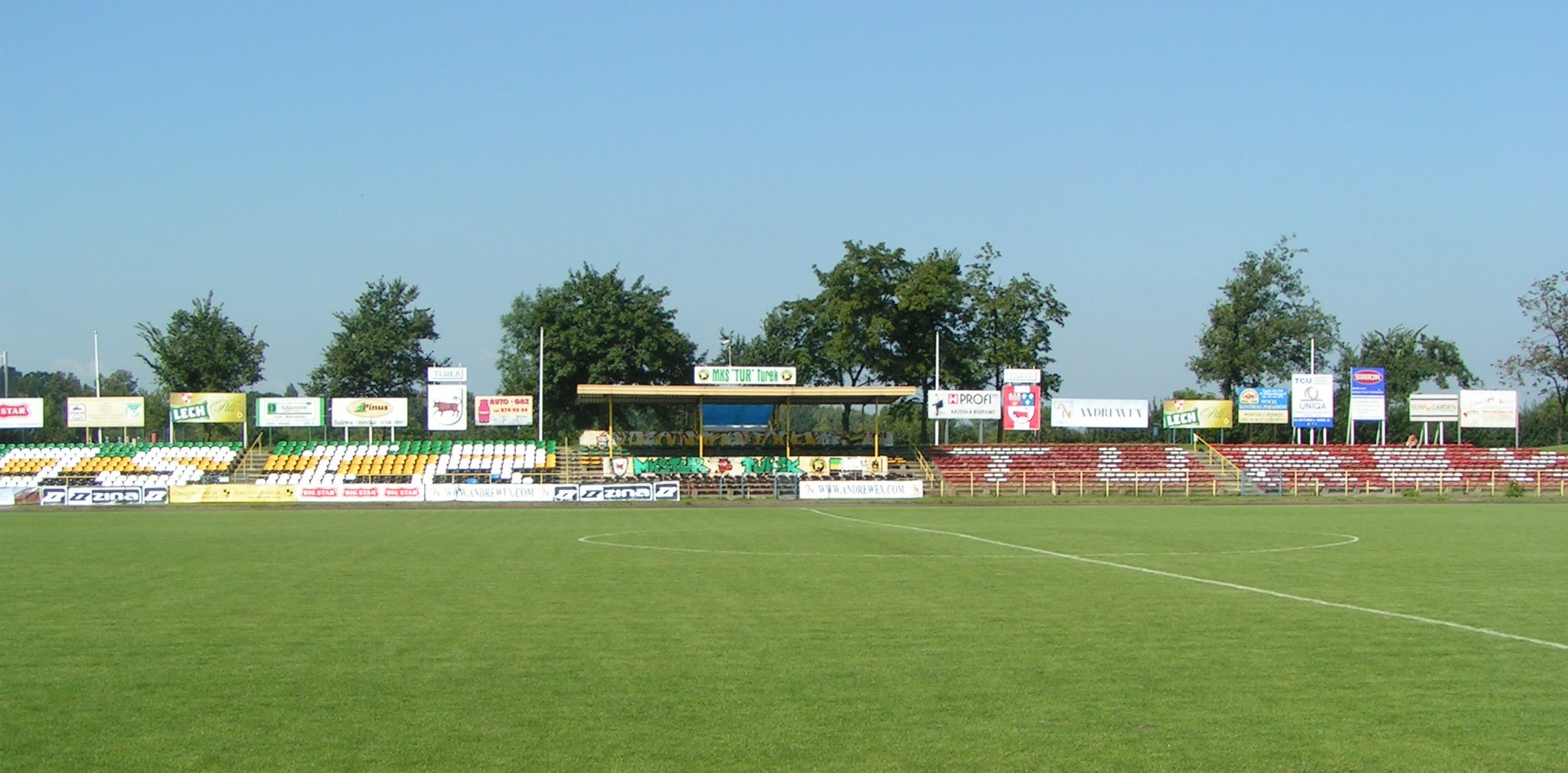
Stadion 1000-lecia w Turku

- Marian Donart – IV liga 1996/1997
- Zdzisław Buchelt – IV liga 1997/1998
- Ireneusz Niewiarowski – liga okręgowa 1998/1999
- Paweł Nowacki – liga okręgowa 1999/2000, IV liga 2000/2001
- Andrzej Grębosz – IV liga 2000/2001, IV liga 2001/2002
- Piotr Mowlik – IV liga 2001/2002, III liga 2002/2003, III liga 2003/2004
- Jacek Machciński – III liga 2003/2004
- Łukasz Mowlik – III liga 2003/2004
- Włodzimierz Tylak – III liga 2003/2004, III liga 2004/2005
- Lesław Ćmikiewicz – III liga 2005/2006
- Piotr Pietraszek – III liga 2005/2006
- Adam Topolski – III liga 2006/2007, II liga 2007/2008
- Jerzy Wyrobek – II liga 2007/2008
- Włodzimierz Tylak – I liga 2008/2009
- Przemysław Cecherz – I liga 2008/2009
- Marian Kurowski – I liga 2008/2009, II liga 2009/2010
- Wiesław Wojno – II liga 2009/2010
- Piotr Zajączkowski – II liga 2009/2010
- Tomasz Wichniarek – II liga 2010/2011
- Jerzy Wyrobek – II liga 2010/2011
- Sławomir Suchomski – II liga 2010/2011
- Paweł Kaczorowski + Wojciech Wąsikiewicz – II liga 2010/2011
- Piotr Szarpak – II liga 2011/2012 i 2012/2013
- Piotr Zajączkowski – II liga 2012/2013
- Rafał Pawlak – II liga 2012/2013
- Dawid Jóźwiak – A-Klasa Konin 2015/2016, IV liga 2017/2018
- Dariusz Brzostowski – Liga Międzyokręgowa Konin-Kalisz 2018/2019 (jesień)
- Bartosz Grabowski – Liga Międzyokręgowa Konin-Kalisz 2018/2019 (wiosna)
- Konrad Grzelak[2] B klasa 2021/2022, A klasa 2022/2023, klasa okręgowa 2023/2024

### Sztab szkoleniowy
- Tomasz Frątczak(kierownik Klubu)
- Lekarz:

### Władze klubu
- Prezes Zarządu: Artur Poszwa